# زنگران
زنگران (به ترکی آذربایجانی: Zəngəran) یک منطقهٔ مسکونی در جمهوری آذربایجان است که در شهرستان یاردیملی واقع شده‌است.